# Cagiva Cruiser
La Cruiser è una motocicletta da deserto-stradale, utilizzabile sia su terreni sabbiosi che sull'asfalto, prodotta dalla casa motociclistica Cagiva in un'unica cilindrata da 125 cm³.

## Descrizione
La moto, presentata nel 1987, è l'evoluzione del modello Elefantre 125 della famiglia Cagiva Elefant da cui differisce per via dell'adozione del freno a disco al posteriore, dell'albero d'equilibratura, del nuovo gruppo termico, completamente ridisegnato, dove adotta un nuovo sistema per aumentare le prestazioni. Tale sistema consiste in una valvola di regolazione della luce dello scarico denominata CTS (Cagiva Torque System) affiancata da una camera di risonanza denominata CPC (Cagiva Power Chamber), esattamente come per la Cagiva Freccia C9, questo sistema migliorò la flessibilità del motore.
A metà del 1988 venne sostituita dalla Cagiva Tamanaco una seconda evoluzione della Elefant, ma più indirizzata all'uso stradale.